# Atletica leggera ai XVII Giochi del Mediterraneo - Staffetta 4×400 metri femminile
Ai XVII Giochi del Mediterraneo, la competizione della staffetta 4×400 metri femminile si è svolta il 29 giugno 2013.

## Finale
| Pos.    | Paese   | Atleti                                                                           | Tempo   | Note |
| ------- | ------- | -------------------------------------------------------------------------------- | ------- | ---- |
| Oro     | Italia  | Maria Enrica Spacca Elena Maria Bonfanti Maria Benedicta Chigbolu Chiara Bazzoni | 3'32"44 |      |
| Argento | Turchia | Saliha Özyurt Birsen Engin Sema Apak Derya Yıldırım                              | 3'43"61 |      |
| NC      | Marocco | Lamia Lhabz Rababe Arrafi Hayat Lambarki Malika Akkaoui                          | dq      |      |